# The Hankyoreh
Il The Hankyoreh (한겨레?, Han-gyeoreLR; lett. "La nazione coreana" o "Una nazione") è un quotidiano sudcoreano di centro-sinistra, fondato nel 1988 come alternativa alla stampa del tempo influenzata dal governo autoritario.
Nel 2016 è stato votato per il nono anno consecutivo come testata giornalistica più affidabile dai reporter sudcoreani, ma anche come meno influente.

## Storia
Il quotidiano viene fondato con il nome di Hankyoreh Shinmun (한겨레신문?) il 15 maggio 1988 da alcuni ex-giornalisti di Dong-a Ilbo e Chosun Ilbo. All'epoca, i censori del governo erano presenti in ogni redazione, il contenuto dei giornali era virtualmente dettato dal Ministero della Cultura e dell'Informazione, e i giornali avevano quasi gli stessi articoli su ogni pagina. L'Hankyoreh intendeva essere un'alternativa indipendente, di sinistra e nazionalista ai giornali tradizionali considerati pro-americani e contrari alla riunificazione nazionale.